# Centrobiopsis odonatae
Centrobiopsis odonatae is een vliesvleugelig insect uit de familie Trichogrammatidae. De wetenschappelijke naam is voor het eerst geldig gepubliceerd in 1900 door Ashmead.